# Roy Lynes
Roy Alan Lynes (n. 25 de octubre de 1943, Redhill, Surrey, Inglaterra) es un músico y compositor inglés, conocido por haber sido teclista de la banda de rock Status Quo entre los años 1964 y 1970.

## Historia
A finales de 1964 ingresó a Status Quo —llamados por aquel entonces The Spectres— reemplazando al teclista Jess Jaworski. Su participación en la banda fue solo en sus tres primeros álbumes; Picturesque Matchstickable Messages from the Status Quo, Spare Parts y Ma Kelly's Greasy Spoon, donde además colaboró como compositor en la canción «To Be Free» y como cocompositor en los temas «Nothing at All» y «Umleitung», esta última apareció en el disco Dog of Two Head de 1971.
En 1970 se retiró de la banda por razones amorosas con una chica, mientras estaban de gira. De acuerdo a ciertos autores, Lynes no se sentía cómodo con la vida de fama y gloria que tenía como músico de Status Quo y que renunció para tener una vida normal junto con su nueva novia.
Desde varios años reside en Australia donde colabora en ocasiones como músico invitado en una banda tributo a los ingleses, llamada Statoz Quo.

## Discografía

### con Status Quo
- 1968: Picturesque Matchstickable Messages from the Status Quo
- 1969: Spare Parts
- 1970: Ma Kelly's Greasy Spoon